# Нако (муниципалитет)
Нако (исп. Naco) — муниципалитет в Мексике, штат Сонора, с административным центром в одноимённом посёлке. Численность населения, по данным переписи 2020 года, составила 5774 человека.

## Общие сведения
Название Naco с языка опата можно перевести как опунция.
Площадь муниципалитета равна 1238,4 км², что составляет 0,7 % от площади штата, а наиболее высоко расположенное поселение Лос-Пинос, находится на высоте 1591 метр.
Он граничит с другими муниципалитетами Соноры: на востоке с Агуа-Приета, на юге с Фронтерасом и Кананеа, на западе с Санта-Крусом, а на севере проходит государственная граница с США.

## Учреждение и состав
Муниципалитет был образован 22 июня 1937 года, в его состав входит 16 населённых пунктов, самые крупные из которых:
| Код INEGI                  | Населённый пункт                                                           | Численность населения (2005 год) | Численность населения (2010 год) | Численность населения (2020 год) |
| -------------------------- | -------------------------------------------------------------------------- | -------------------------------- | -------------------------------- | -------------------------------- |
| 039                        | Всего                                                                      | 6010                             | 6401                             | 5774                             |
| 0001                       | Нако (исп. Naco) 31°19′54″ с. ш. 109°56′53″ з. д. (административный центр) | 5608                             | 6064                             | 5485                             |
| 0008                       | Куаутемок (исп. Cuauhtémoc) 31°09′55″ с. ш. 109°58′19″ з. д.               | 223                              | 189                              | 228                              |
| 0022                       | Сан-Педро (исп. San Pedro) 31°14′19″ с. ш. 110°11′16″ з. д.                | 94                               | 108                              | 26                               |
| 0014                       | Ла-Морита (исп. La Morita) 31°16′08″ с. ш. 109°49′16″ з. д.                | 9                                | 8                                | 7                                |
| —                          | Прочие                                                                     | 76                               | 32                               | 28                               |
| Названия на карте Генштаба |                                                                            |                                  |                                  |                                  |

## Экономическая деятельность
По статистическим данным 2000 года, работоспособное население занято по секторам экономики в следующих пропорциях:
- сельское хозяйство, скотоводство и рыбная ловля — 6,4 %;
- промышленность и строительство — 41,7 %;
- торговля, сферы услуг и туризма — 45,7 %;
- безработные — 6,2 %.

## Инфраструктура
По статистическим данным 2020 года, инфраструктура развита следующим образом:
- электрификация: 97,8 %;
- водоснабжение: 96,5 %;
- водоотведение: 98,3 %.